# Ширай Олександр Анатолійович
Олександр Анатолійович Ширай (нар. 21 лютого 1992, Чернігів, Україна) — український футболіст, воротар клубу «Чернігів».

## Життєпис
Народився в Чернігові. У ДЮФЛУ з 2005 по 2009 рік виступав за місцеву «Юність». Дорослу футбольну кар'єру розочав 2009 року в добрянському «Поліссі», яке виступало в чемпіонаті Чернігівської області. На початку серпня 2012 року перебрався у «Волинь», за яку зіграв 6 матчів у молодіжному чемпіонаті України. З 2013 по 2014 рік знову грав за «Полісся» у чемпіонаті Чернігівської області.
У 2015 році переїхав до Росії, де протягом двох сезонів виступав за «Фізтех» (Долгопрудний) у чемпіонаті Московської області.
На початку серпня 2019 року повернувся в Україну, де підсилив «Авангард» (Корюківка) з аматорського чемпіонату України. З середини серпня до середини вересня 2020 року виступав за «Мену» в чемпіонаті Чернігівської області.
У середини вересня 2020 року підписав контракт з «Черніговом». На професіональному рівні дебютував за «городян» 19 вересня 2020 року в програному (1:4) виїзному поєдинку 3-го туру групи А Другої ліги України проти львівських «Карпат». Олександр вийшов на поле на 80-й хвилині, замінивши Олександра Рощинського.